# Olula de Castro
Olula de Castro község Spanyolországban, Almería tartományban. Lakosainak száma 181 fő (2024).

## Földrajza
Olula de Castro Bacares, Castro de Filabres és Gérgal községekkel határos.

## Népesség
A település lakosságának változását az alábbi diagram mutatja:
| Lakosok száma | 189  | 155  | 191  | 207  | 200  | 169  | 194  | 196  | 190  | 181  |
|               | 2001 | 2004 | 2006 | 2009 | 2011 | 2014 | 2016 | 2019 | 2021 | 2024 |